# Red Sea Hills
Red Sea Hills är en bergskedja i Egypten. Den skiljer Nilen från Röda havet.